# Meredith Monroe
Meredith Monroe (Houston, Texas, 30 de diciembre de 1969) es una actriz estadounidense conocida por interpretar a Andie McPhee en Dawson's Creek de 1998 a 2000, y a Haley Hotchner en Mentes criminales.
Actualmente (2018) es parte de13 reasons why 2 como la madre de Alex.

## Biografía
Meredith Monroe nació en Houston, Texas, el 30 de diciembre de 1969. Es una actriz estadounidense conocida por su papel como Andie McPhee en la serie Dawson's Creek desde 1998 hasta el 2000. Vivió toda su infancia en Hinsdale, Illinois.
Ingresó a la Universidad de Millikin donde fue miembro de la hermandad de mujeres Alpha Chi Omega. Actuó en la serie de televisión de la cadena CBS Mentes criminales con el papel de Haley Hotchner, esposa del agente Aaron Hotchner. Su personaje fue secundario y apareció en algunos episodios de manera esporádica, culminando su participación cuando es asesinada por un enemigo de su esposo, en el capítulo número 100 de la serie. Posteriormente y dentro de la misma serie, reaparece en el quinto capítulo de la novena temporada como parte de un sueño de Aaron Hotchner.

## Vida personal
Meredith conoció a su marido Steven Kavovit, un terapeuta masajista, en el escenario de televisión de The Magnificent Seven, donde la actriz hizo una aparición en 1998. Al año siguiente, la pareja se casó en una pequeña ceremonia celebrada en Hawái, a la que asistieron familiares y amigos más cercanos.

## Filmografía
- NCIS (2010) SEASON 08 EPISODE 06 CRACKED (TV SERIES)
- Sin Via De Escape (2009) (Película)
- Mentes Criminales (2005) (TV series)
- Vampires: The Turning (2005)
- Masters of Horror, Family (2006) (TV series)
- Not My Life (2006)
- Fathers and Sons (2004)
- House MD (2004)
- The One (2003) (TV)
- Manhood (2003)
- Full Ride (2002)
- Minority Report (2002)
- My New Best Friend (2002)
- The Year That Trembled (2002)
- Beyond the Prairie, Part 2: The True Story of Laura Ingalls Wilder (2002) (TV)
- Beyond the Prairie: The True Story of Laura Ingalls Wilder (2000) (TV)
- Dawson's Creek (1998) (TV series) (1998-2000)
- Sunset Beach (1997) (TV series)
- Fallen Arches (1998)
- Norville and Trudy (1997)
- Strong Island Boys (1997)
- Dangerous Minds (1996) (TV series)